# Sphaerocranae nakatae
Sphaerocranae nakatae är en insektsart som beskrevs av Willemse, F.M.H. 1973. Sphaerocranae nakatae ingår i släktet Sphaerocranae och familjen gräshoppor. Inga underarter finns listade i Catalogue of Life.